# Appaleptoneta barrowsi
Appaleptoneta barrowsi is een spinnensoort in de taxonomische indeling van de Leptonetidae.
Het dier behoort tot het geslacht Appaleptoneta. De wetenschappelijke naam van de soort werd voor het eerst geldig gepubliceerd in 1974 door Willis J. Gertsch.